# Grójec Wielki (województwo wielkopolskie)
Grójec Wielki (pol. hist. Grójce Stare) – wieś w Polsce położona w województwie wielkopolskim, w powiecie wolsztyńskim, w gminie Siedlec.

## Historia
Miejscowość pierwotnie nazywała się Grójce Stare i związana była z Wielkopolską. Ma metrykę średniowieczną i istnieje co najmniej od XIV wieku. Wymieniona w dokumencie z 1388 pod nazwą Grocz, 1413 Grodzecz, 1422 Groczcze, 1429 Gralecz, Grodcze, 1438. W 1440 została odnotowana wraz z Gójcem Małym we fragmencie duplex Grodcze, utraque Grodcze, a potem także w 1489 Grodziecz, 1510 Antiqua Grodzecz, 1546 geminum Groycze, 1571 Groicze Stare.
Miejscowość była wsią królewską, częścią tenuty należącej do królów polskich. W 1338 w archiwalnym dokumencie odnotowany został Myscys z Grójca Wielkiego. W 1413 Wojciech Suczka, prawdopodobnie tenutariusz babimojski i Grójca Wielkiego, który pozwany został przez Kusza i Dobrogosta z Rokietnicy o 77 grzywien szkody oraz długu. W 1422 odnotowany został Olbracht włodarz z Grójca Wielkiego pozostający w sporze z Marcinem Oganką z Chobienic. W 1426 przy rozgraniczaniu wsi Perzyny, Grójca Starego i Godziszewa odnotowano rozdzielające je kopiec graniczny. W 1510 miejscowość przynależała do parafii Babimost. W 1530 leżała w powiecie kościańskim Korony Królestwa Polskiego.
W 1531 wieś należała do Łukasza Zbąskiego tenutariusza babimojskiego. W tym roku nastąpiło także rozgraniczenie dóbr zbąskich należących do dwóch braci: Jana kanonika poznańskiego oraz Piotra Zbąskiego. Dobra te rozdzielono ze starostwem babimojskim. Wsie Perzyny i Nowa Wieś Zbąska graniczyły z miastem Babimost oraz z dwoma wsiami Grójec Mały i Grójce Stare (obecnie Grójec Wielki), a także z wsią Podmokle. W 1544 postawiono nowy kopiec na granicy Grójca Wielkiego i Chobienic w miejscu zwanym Za Stawkiem. W 1546 król Polski Zygmunt Stary zezwolił Stanisławowi Zbąskiemu na wykup starostwa babimojskiego z dwoma bliźniaczymi wsiami Grójec (czyli Grójcem Małym i Grójcem Wielkim) oraz z podwójną wsią Podmokle (w oryginale po łacinie: cum villis gemino Groycze et bino Podmokle) z rąk jego bratanka Abrahama Zbąskiego.
Miejscowość odnotowana została w archiwalnych, historycznych regestach podatkowych. W 1510 we wsi odnotowano 4 łany osiadłe. W 1530 miał miejsce pobór podatków z 3 łanów. W 1563 odbył się pobór z 3 łanów oraz karczma dziedziczna. W 1564 pobór z 9 łanów (liczonych łącznie z Grójcem Nowym). W 1571 pobór we wsi płacił tenutariusz babimojski oraz kasztelan poznański Piotr Czarnkowski, który zapłacił podatki od 3 łanów, karczmy, 6 zagrodników. W 1580 odnotowano we wsi 3 łany opustoszałe.
Pod koniec XVI wieku miejscowość była wsią królewską o nazwie Grojce Stare i należała do starostwa babimojskiego w powiecie kościańskim województwa poznańskiego w Rzeczypospolitej Obojga Narodów.
Po rozbiorach Polski miejscowość znalazła się w zaborze pruskim. W okresie Wielkiego Księstwa Poznańskiego (1815-1848) miejscowość wzmiankowana jako Grojec wielki należała do wsi większych w ówczesnym powiecie babimojskim rejencji poznańskiej. Grojec wielki należał do tuchorskiego okręgu policyjnego tego powiatu i stanowił część majątku Chobienice, który należał wówczas do Konstancji Mielżyńskiej. Według spisu urzędowego z 1837 roku Grojec wielki liczył 141 mieszkańców, którzy zamieszkiwali 17 dymów (domostw). W 1921 roku stacjonowała tu placówka 17 batalionu celnego, a później placówka Straży Granicznej I linii „Grójec Wielki”.
W latach 1975–1998 miejscowość administracyjnie należała do województwa zielonogórskiego.